# Manherz Károly
Manherz Károly (Karl Manherz), (Pilisvörösvár, 1942. május 1. –) magyar nyelvész, germanista, egyetemi tanár. A német nyelvészet és a magyarországi németek történetének elismert tudósa. 1989 és 1990 között a művelődési miniszter helyettese, majd 1992-ig államtitkár; 1992 és 2006 között az ELTE Bölcsészettudományi Kar dékánja, 2006 és 2010 között felsőoktatási szakállamtitkár.

## Életpályája

### Pályafutása
1966 és 1981 között a Népköztársaság útján található Állami Balettintézet Általános Iskolájának és Gimnáziumának munkatársa, ahol 1972-től igazgató minőségben is dolgozott.

1968-tól az ELTE BTK Német Tanszékén megbízott előadó, adjunktusi majd docensi beosztásban.

1977-ben jelentette meg az Akadémiai Kiadó a Nyugat-Magyarországi Német Nyelvjárások feldolgozásáról szóló kötetét német nyelven.

1981-ben a Balettintézetből a ELTE BTK-ra kerül főállású munkatársként, ahol a Germanisztikai és Romanisztikai Tanszék vezetője lesz, valamint a német nyelvtörténet és dialektológia előadója a Mádl Antal vezette Német Nyelv és Irodalom Tanszéken.

1984 XI. 1-től 1987 VI. 30-ig a Bölcsészkar gazdasági és külügyi dékánhelyettese volt, ugyanekkor az ELTE Rekonstrukciós és Elhelyezési Bizottságának elnöke. 1987 VII. 1-től Fülöp József, az ELTE rektora oktatási rektorhelyettesnek nevezi ki.

1985-1989 között az MTA I. osztályához tartozó nyelvtudományi bizottság titkára.

1989-1990 között Glatz Ferenc művelődési miniszter mellett miniszterhelyettes, majd 1990-től közigazgatási államtitkár a Művelődési és Közoktatási Minisztériumban. 1991-től címzetes államtitkárként hazai nemzeti és etnikai kisebbségek ügyének képviseletét kapta feladatul, valamint Antall József miniszterelnök mellett a Nemzeti és Etnikai Kisebbségi Törvény előkészítését.

1992 a frissen megalakuló ELTE BTK Germanisztikai Intézet igazgatója lesz.

Ugyanekkor, 1992-ben az ELTE BTK dékánjaként a BTK idegennyelvi világbanki projektjeinek vezetője és szakmai koordinátora.

1993 után az Egyetemi Doktori Tanács tagja és Kari Doktori Tanács elnöke.

1994-ben a Germanisztikai Intézet keretei között létrejött a Német Nemzetiségi Kutatóközpont, amely hazai német kisebbség nyelvével, nyelvjárásaival és kultúrájával kapcsolatos kutatás szervezője és irányítója.

1996-ban újraválasztották a Bölcsészettudományi Kar dékánjává és egyben a Germanisztikai Intézet igazgatójává is.

1994-től az ELTE BTK Trefort kerti Rekonstrukciós Bizottságának elnöke

2000. augusztus 1-től a projekt befejeztéig rektori megbízottként irányította a Trefort kert rekonstrukcióját, különösképpen a campuson található Rákóczi út 5. épület felújítását az átadásig teljes egészében, napi szinten felügyelte.

2001. augusztus 1-étől ismét a Germanisztikai Intézet igazgatója, és az ELTE BTK megválasztott dékánja. 2006-tól ajánlása alapján korábbi helyettese, Dezső Tamás követte dékánként.

2000-től két cikluson keresztül a Felsőoktatási Tudományos Tanács tagja volt.

A Magyar Rektori Konferencia Bologna Bizottságában a bölcsészettudományi képzési terület felelőseként dolgozott. Szakmai vezetője volt a bölcsészettudományi képzési terület bolognai képzési rendszerre történő átalakítására létrehozott konzorciumnak (HEFOP-pályázatok, szerkezetátalakítás, tananyagkészítés), emellett 2006-ig vezette a Dékáni Kollégiumot.

1997-2004 között a Magyar Akkreditációs Bizottságnak, azon belül is a Nyelvészeti, klasszika-filológiai és orientalisztikai szakbizottság tagjaként dolgozott.

2007 tavaszán koordinálta a több éves szervezést követően értékesített Ajtósi Dürer sori campusról a BTK két legnagyobb nyelvi intézetének (Angol-Amerikai és Germanisztika)) költözését az ELTE BTK központi, Múzeum körúti campusára.

2006-2010 az Oktatási és Kulturális Minisztérium felsőoktatási és tudományos szakállamtitkára volt Hiller István mellett, ahol kiemelt figyelmet fordított az ELTE BTK működésének segítésére.

### Tudományos munkássága
Az 1970-es és '80-as években a Germanisztikai és Romanisztikai Tanszéken végzett oktató- és vezető munkája mellett továbbra is német nyelvtörténetet és dialektológiát ad elő az akkor még különálló Német Nyelv- és Irodalom Tanszéken. Szűkebb kutatási területe a hazai német dialektológia, ami mellett behatóan foglalkozik a nemzetiségi néprajzzal, az ezzel foglalkozó könyvsorozatok szerkesztésével. A Germanisztikai Intézet megalakulása után a Német Nyelvészeti Tanszék munkatársaként tart előadásokat, majd az Intézeten belül a Magyarországi Németek Tanárképzési és Kutatási Központja szakszemináriumait vezeti.
Több önálló tanulmánya és cikke, három tankönyve (főiskolai és egyetemi jegyzetek), négy önálló könyve jelent meg, valamint négy sorozat szerkesztője. A hazai német nyelvjárásokról és a szaknyelvekről írott tanulmányai több nemzetközi folyóiratban is megjelentek. Jelentős munkája a Mosonszentjánosi Kódex (Der Sankt-Johanner Kodex) reprint kiadásának és modern németre átültetett, magyarázó köteteinek kiadása; az Ungarndeutscher Sprachatlas (A magyarországi németek nyelvatlasza) kötetben végzett hiánypótló kutatása, valamint a Beiträge zur Volkskunde der Ungarndeutschen (A magyarországi németek néprajza) című sorozat komplex szerkesztői munkája.

### Magánélete
Édesapja Manhertz Mihály szabómester, édesanyja Herbszt Anna volt. Manherz Károly nős, felesége balettművész. Egy lányuk van, aki 1978-ban született.

## Díjai, elismerései
- Pilisvörösvár Város Díszpolgára, 2018.[2]
- ELTE Pro Facultate Philosophiae díj, 2011
- A Magyar Köztársasági Érdemrend középkeresztje, 2010[3]
- A Kisebbségekért díj, 2004
- Herder-díj, 2003
- A Magyar Köztársasági Érdemrend tisztikeresztje (polgári tagozata), 2002
- Pro Urbe Budapest díj, 2002
- Pilisvörösvárért emlékérem 2002
- Az NSZK Érdemrendjének Nagykeresztje, 1995
- Osztrák Nagybecsületrend a Tudományért és Művészetért I. osztály, 1990
- Baden-Württemberg kulturális díja, 1984

## Főbb publikációi
- Der Sankt-Johanner Kodex (2012)
- Ungarndeutscher Sprachatlas (társszerkesztő, 2008)
- Zur Sprache und Volkskultur der Ungarndeutschen (társszerző, 2002)
- Volkstrachten der Ungarndeutschen (2000)
- Budapester Beiträge zur Germanistik (sorozatszerkesztő, 1993-)
- Beiträge zu Volkskunde der Ungarndeutschen (sorozatszerkesztő, 1993-)